# Język balaesang
Język balaesang (lub balaesan, balaisang), także pajo – język austronezyjski używany w prowincji Celebes Środkowy w Indonezji. Według danych szacunkowych z 2001 roku posługuje się nim 3200 osób. 
Jego użytkownicy zamieszkują trzy wsie (Kamonji, Ketong i Rano) na półwyspie Balaesang. Miejscowości te charakteryzują się wysoką homogenicznością etniczną. 
Uchodzi za zagrożony wymarciem; edukacja poza rodzimym regionem sprawia bowiem, że rolę preferowanego środka komunikacji przejmuje język indonezyjski. Wśród Balaesang częsta jest wielojęzyczność, do czego przyczyniają się kontakty z innymi grupami etnicznymi. Przynajmniej do pocz. lat 90. XX w. balaesang pozostawał środkiem codziennej komunikacji we wsi Rano, ale zaobserwowano także powszechne użycie języków indonezyjskiego i kaili; w pewnym zakresie znany był też język miejscowej grupy Badżawów (nie zbadano sytuacji w innych miejscowościach). Można przypuszczać, że dalszy rozwój sytuacji językowej doprowadził do obniżenia poziomu żywotności rodzimego języka.
Sporządzono skrótowy opis jego gramatyki (1985).